# Chiesa di Sant'Andrea al Quirinale
La chiesa di Sant'Andrea al Quirinale è un luogo di culto cattolico di Roma, situato nel rione Monti, prospiciente la facciata della Manica Lunga del palazzo del Quirinale.
È talvolta indicata dalle fonti come Sant'Andrea al Noviziato in quanto fu edificata come cappella per il Palazzo del Noviziato della Compagnia di Gesù.

## Storia
Situata di fronte alla manica lunga del Palazzo del Quirinale, la piccola chiesa fu costruita tra il 1658 e il 1670 su progetto di Gian Lorenzo Bernini, grazie alla commissione del papa Alessandro VII e del cardinale Camillo Pamphili, nipote di papa Innocenzo X. 
Essa venne eretta in corrispondenza di un'analoga chiesa, sempre intitolata a Sant'Andrea a Montecavallo, già chiesa del noviziato dei Gesuiti nel corso della seconda metà del Cinquecento, che era stata edificata su indicazione del Preposito generale Francesco Borgia.

## Descrizione
La facciata si apre su un piccolo sagrato dilatato da due ali concave, che ampliano illusionisticamente lo spazio sul modello del colonnato della basilica di San Pietro in Vaticano, anch'esso del Bernini. Completano la facciata una gradinata semicircolare ed un portico monumentale, con lo stemma dei Pamphili (realizzato da allievi) retto da colonne ioniche, che copre la finestra della facciata.
La pianta, centralizzata, è ellittica, con l'asse maggiore trasversale; le minuscole dimensioni sono così dilatate in un ampio respiro. Chiese di pianta ellittica verranno poi realizzate anche altrove, ad esempio a Forlì, a Lecce o a Palermo. Il che segna il diffondersi dell'idea di Keplero della forma ellittica delle orbite dei pianeti.
Le due absidi laterali non sono occupate da cappelle ma da elementi di sostegno, così da spingere lo sguardo direttamente sull'altare maggiore, costituito da una cappella in cui la pala d'altare è illuminata da una fonte di luce nascosta, secondo un espediente mutuato dalla scenografia teatrale che Gian Lorenzo Bernini aveva già utilizzato altre volte, ad esempio nella cappella Cornaro a Santa Maria della Vittoria. Le due ali del sagrato nel progetto di Bernini si protendevano maggiormente verso il palazzo del Quirinale, dando quell'effetto barocco, già sperimentato con il colonnato di piazza San Pietro, dell'abbraccio di santa madre Chiesa alla cristianità.
L'allargamento di via del Quirinale, effettuato nel 1889, ha comportato la riduzione di tali ali che oggi appaiono arretrate rispetto alla scalinata, facendo perdere così in parte al progetto l'originaria funzione. In occasione dell'ampliamento della strada, che comportò anche l'abbassamento della quota di circa un metro, alla scalinata furono aggiunti sette ulteriori gradini. La piccola cupola è decorata da cassettoni dorati e le pareti sono ricoperte da preziosi marmi mischi. Oltre alla pala dell'altare maggiore, un Martirio di Sant'Andrea di Guillaume Courtois, si segnalano tre tele di Baciccio. Nella cappella a destra dell'altar maggiore vi sono tre dipinti di Giacinto Brandi: il Compianto sul Cristo morto (1675-76), che è la pala d'altare, La salita al Calvario (a sinistra) e La flagellazione di Cristo a destra. Nelle stanze annesse alla chiesa, attigue all'attuale comunità dei padri gesuiti, si trova la statua di Pierre Legros che ritrae San Stanislao Kostka morente.
Poco distante, sempre sulla via del Quirinale, è possibile ammirare uno dei capolavori del rivale di Bernini, la piccola chiesa di San Carlo alle Quattro Fontane di Francesco Borromini, avendo la possibilità di mettere così a confronto la diversa soluzione di un analogo tema da parte di due geni tanto diversi del barocco italiano.
All'interno della chiesa è inumato il re di Sardegna Carlo Emanuele IV.
Nella piccola cantoria alla destra dell'ingresso principale, si trova l'organo a canne Mascioni Opus 515 costruito per la chiesa nel 1938. Lo strumento ha due tastiere da 58 tasti ciascuna e pedaliera da 30, è a trasmissione elettrica e dispone di 14 registri.

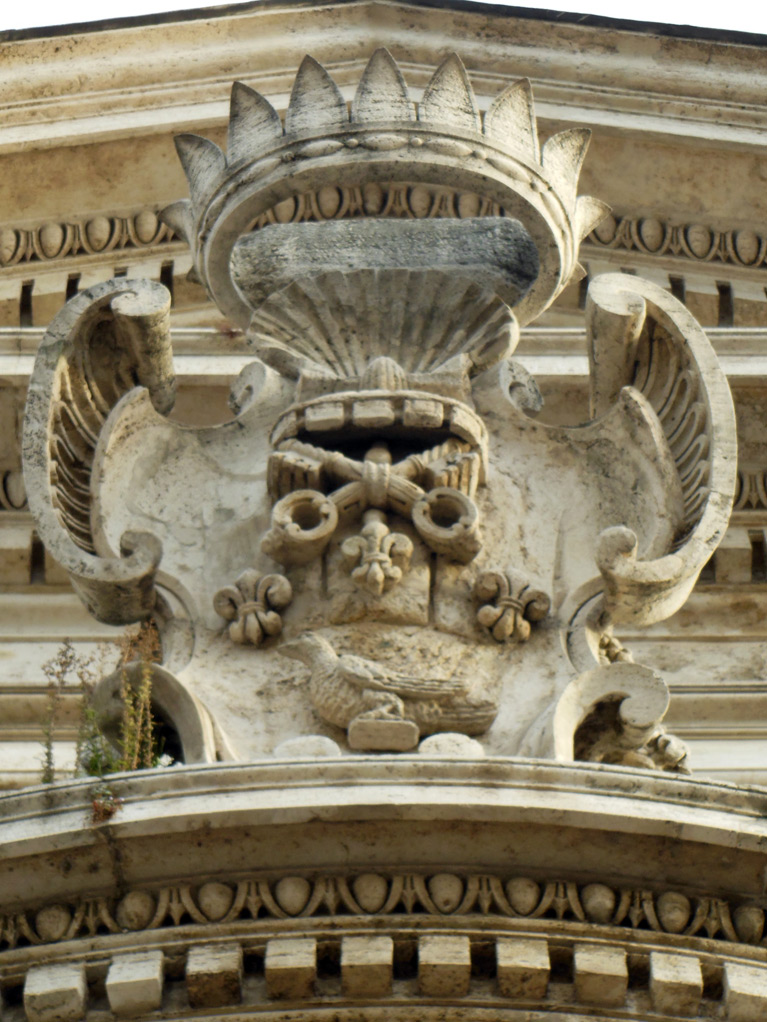
Stemma Pamphili in facciata
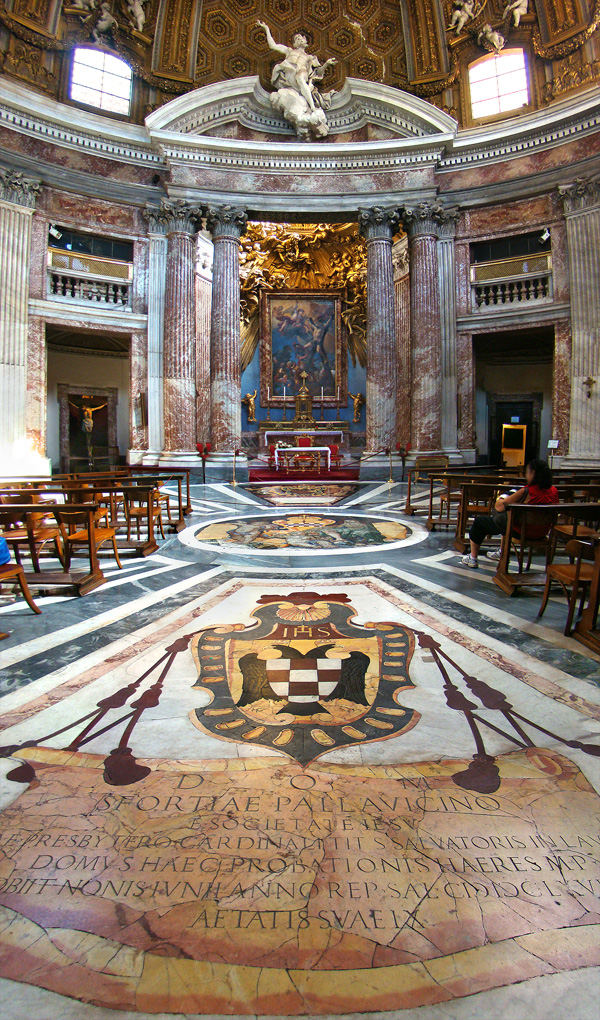
L'interno
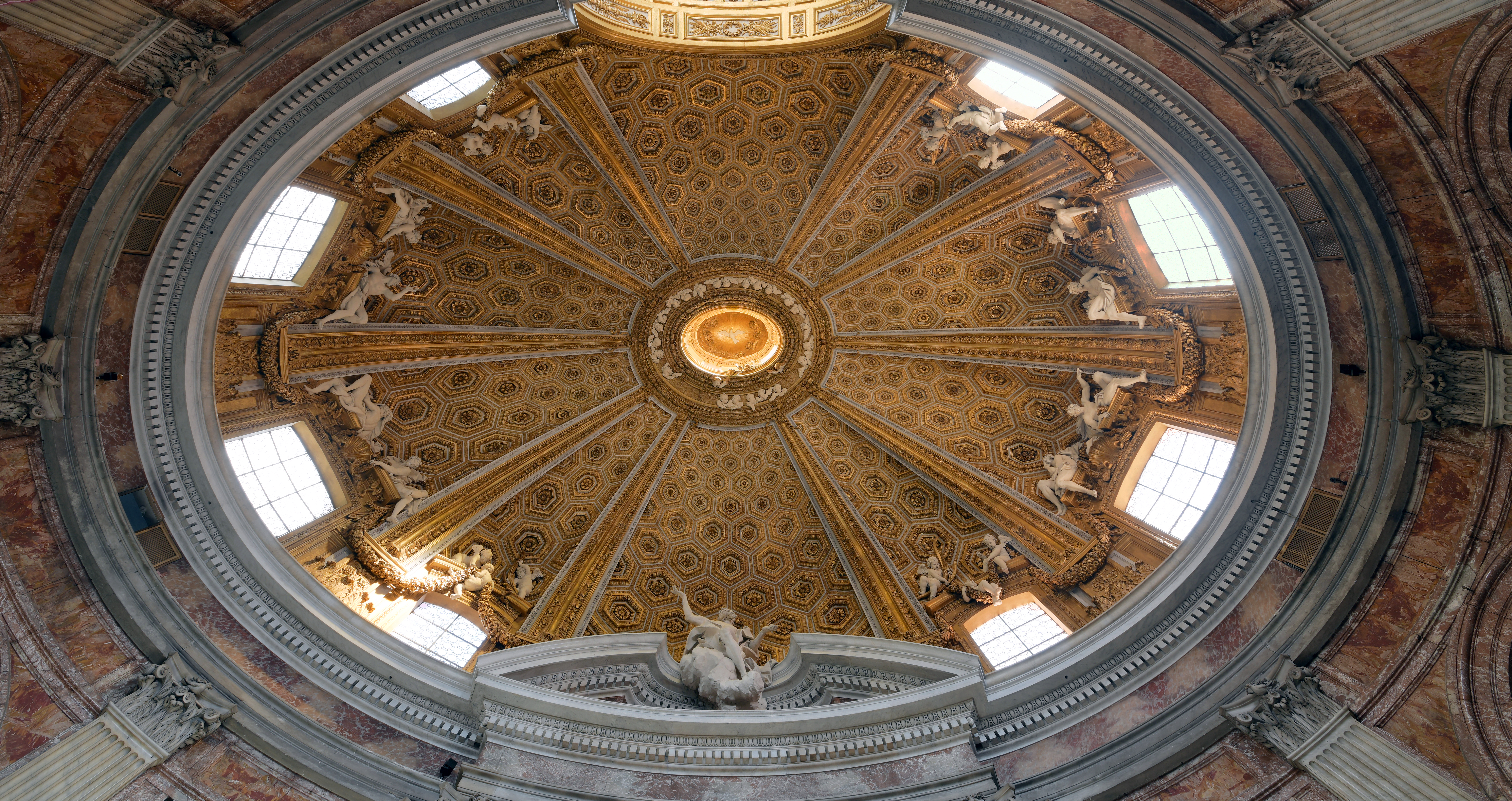
La cupola
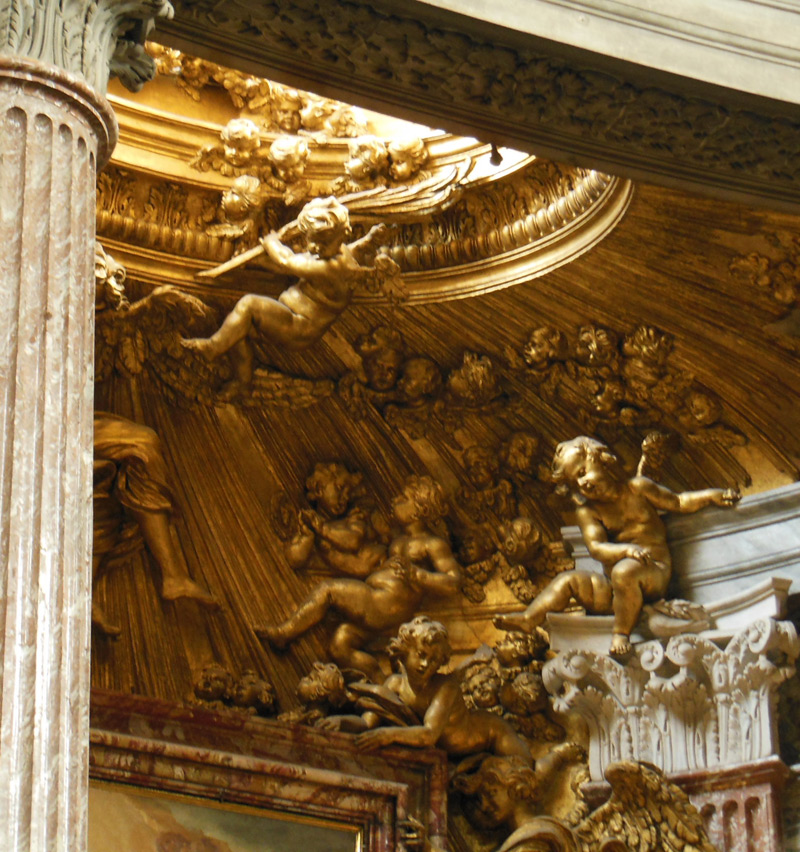
La volta dell'abside
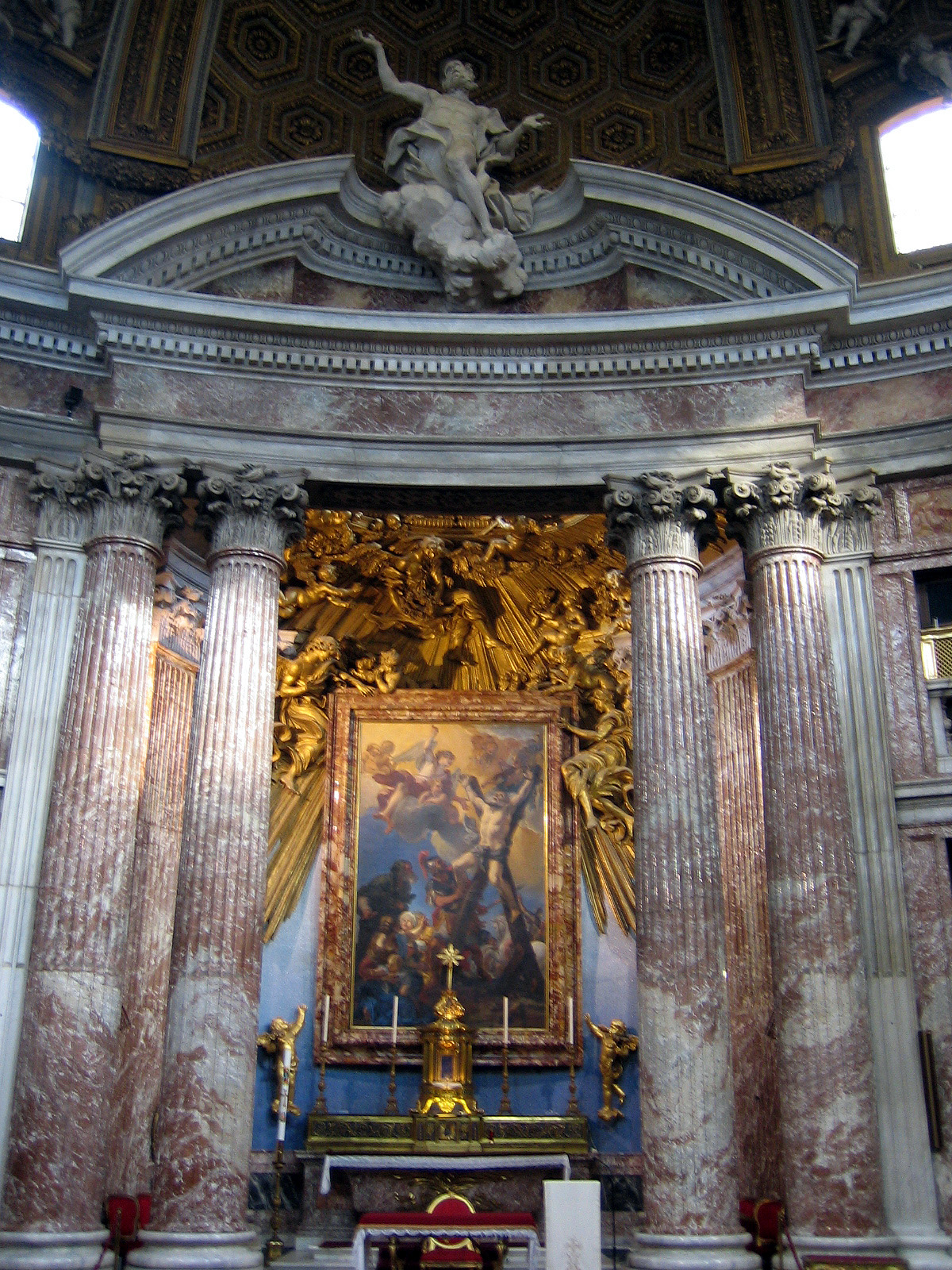
L'altare maggiore
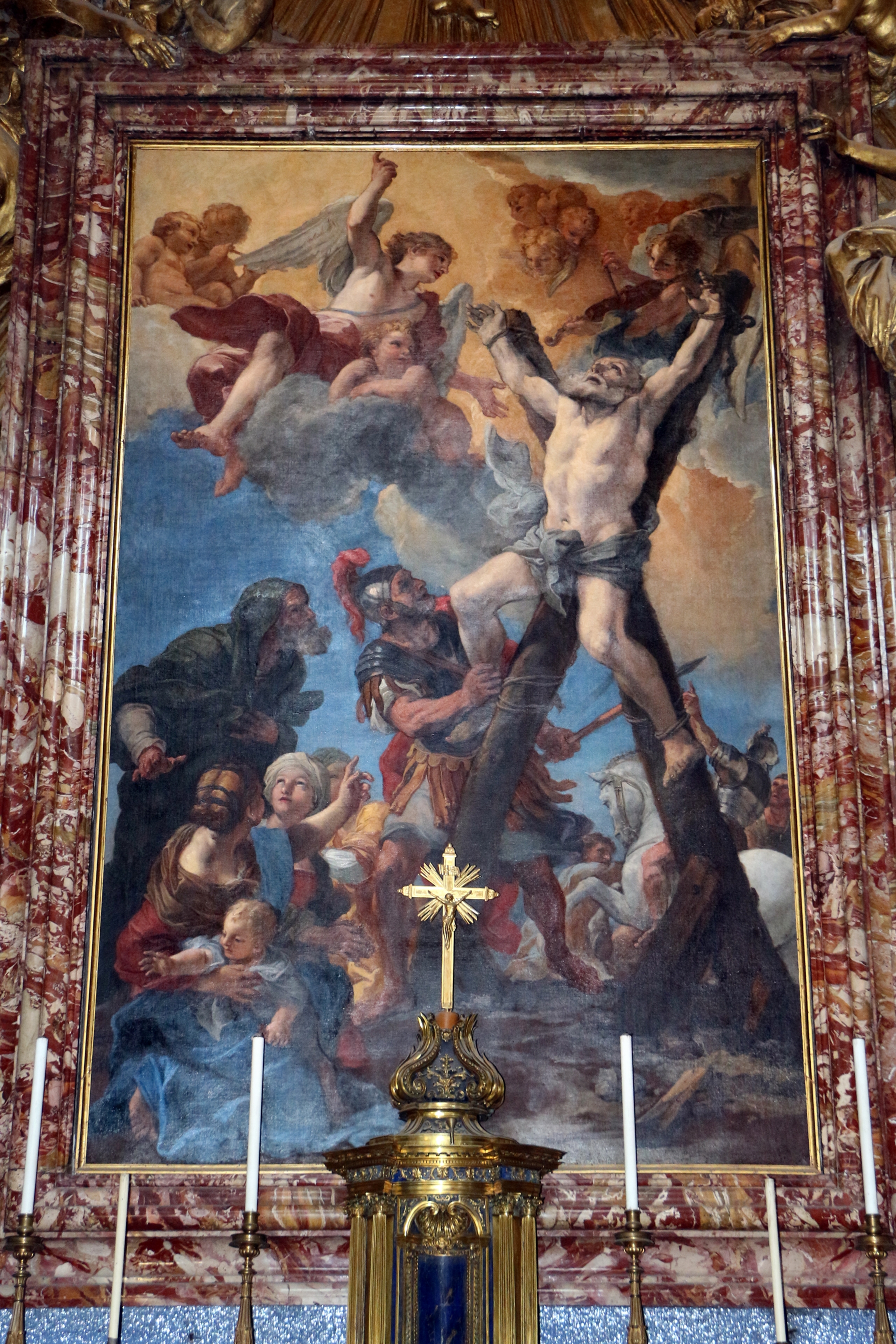
Martirio di Sant'Andrea del Borgognone
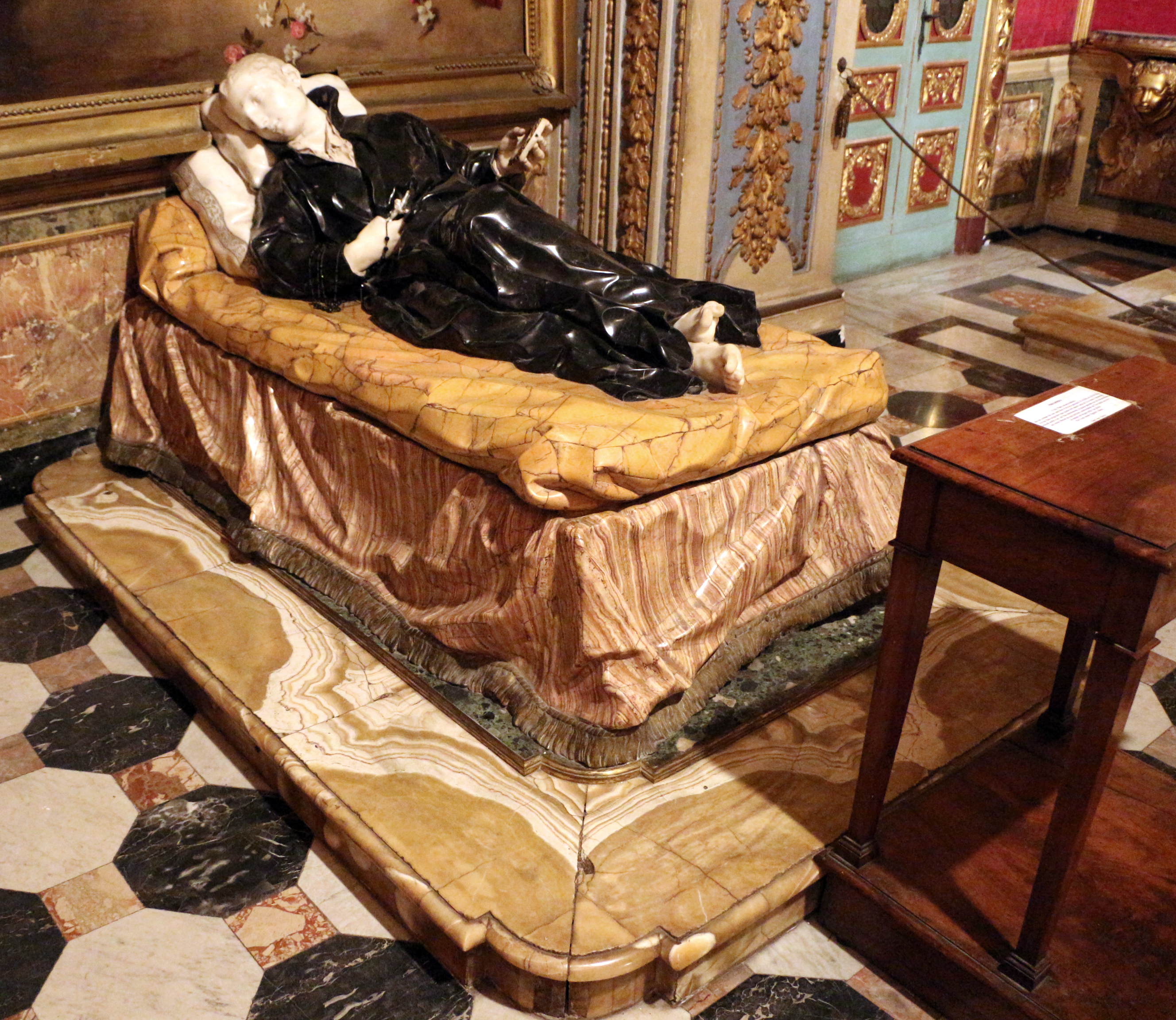
San Stanislao Kostka morente